# Бубнівська Слобідка (городище)
Бубнівська Слобідка — наукова назва невеликого городища часів Київської Русі, що знаходиться між двома узвозами берега лівобережної заплави Дніпра, на території сіл Бубнівська Слобідка та Сушки.

## Опис
Городище займає мис на плато лівого берега Дніпра за 4,0 км від Змієвого валу, утворений долиною річки і спадаючими в неї ярами. Має форму неправильного семикутника, шість сторін якого є схилами берега. Поряд є селище, що датується давньоруським часом і простягається більш ніж на 1,0 км уздовж берега на захід. Городище та селище мають слабкий культурний шар; серед знахідок присутні фрагменти скляних браслетів, овруцького пірофіліту та амфор.

## Історія досліджень
Вперше про це городище у письмових джерелах згадує Михайло Максимович в своєму творі «Бубнівська Сотня». Далі цитата автора:
|  | Особливою популярністю користується тут городище, майстерно і складно влаштоване на розі крутого і глибокого яру між Сушківським і Першим Слобідським узвозами. З давніх часів селяни Бубнівської сотні сходяться туди на гуляння в Юр'їв день. Ведуться в народі розповіді про це городище, але всі загальновідомі: про церкву, що пішла в землю, про скарби, про золоторогого козла (ймовірно, древнього Тура - Золоті Роги); і немає жодного переказу, що відноситься до його власної, справжньої історії. Воно, без сумніву, належить до розряду найдавніших городищ, які були колись жертовними майданами. Всередині його під землею є залишки пічної стіни, що перетворилася на скло. Подібні городища знаходяться і на височині, що піднялася над нашою степовою рівниною з правого боку Супою, між Глемязовим і Ташанню. У тамтешніх жителів вони називаються кутумами - назва, не чувана мною в інших місцях України. |

Більш повні свідчення про городище були отримані в кінці 50-х, початку 60-х років XX століття, в рамках експедицій Інституту археології АН УРСР у зв'язку зі створенням Київського, Канівського, Кременчуцького та Дніпродзержинського водосховищ (керівники експедицій Телегін Дмитро Якович, Довженок Василь Йосипович та Тереножкін Олексій Іванович). Пізніше вся отримана інформація була узагальнена в 1984 році в праці Михайла Кучери «Давньоруські поселення середнього Подніпров'я» (рос. «Древнерусские поселения среднего Поднепровья»), де це городище описується, як частина оборонних споруд Київської Русі, що були збудовані за часів князювання Володимира Святославича на початку XI століття.